# Cristo de Chircales
El Cristo de Chircales, o Santísimo Cristo de Chircales, es una pintura al óleo sobre lienzo de autor anónimo, conservada en el Santuario del Santísimo Cristo de Chircales, Valdepeñas de Jaén desde finales del siglo XVI.
La obra representa un Calvario, con Cristo crucificado, la Virgen María, San Juan evangelista y un personaje arrodillado a los pies, que algunos autores identifican como un ermitaño donante y otros como el Apóstol San Pedro arrodillado. La pintura preside el altar mayor de la Iglesia del Santuario de Chircales, paraje a 5 kilómetros de Valdepeñas de Jaén, España, del que toma nombre. Santuario de origen medieval, y en el que desde el siglo XVI se localizó una comunidad de ermitaños que pervivió hasta las desamortizaciones del siglo XIX. Es la devoción más importante de la comarca de Valdepeñas de Jaén, y en torno a la misma se han constituido diversas cofradías. De ellas sobreviven la Cofradía del Santísimo Cristo de Chircales de Valdepeñas de Jaén, fundada en 1834, y la Cofradía de Jaén del Santísimo Cristo de Chircales, de 1867. Su festividad se celebra el 2 de septiembre, y es fiesta local de Valdepeñas de Jaén. El primer domingo de mayo se celebra una popular romería en su honor. La importancia local y comarcal de la romería, así como sus valores religiosos y tradicionales festivos, han permitido su reciente declaración como Patrimonio Inmaterial de Andalucía.

## Iconografía
La pintura representa el misterio del Calvario, con Jesucristo crucificado, y a sus pies tres personajes. Al lado izquierdo la Virgen María, al derecho el Apóstol San Juan, y a los pies de la cruz, una figura difuminada y en segundo plano que la historiografía tradicional ha interpretado como la de un ermitaño donante, pero que estudios recientes han asociado con San Pedro Apóstol, en la escena de la historia sagrada y de la iconografía de "las lágrimas de san Pedro". Interpretación sostenida en un inventario de 1620 en el que aparece la siguiente referencia:  “hallo en la iglesia en el altar un/ cuadro grande de un Cristo crucificado/ con Ntra. Señora y San Juan y San Pedro a los pies/ que es la inspiración”.

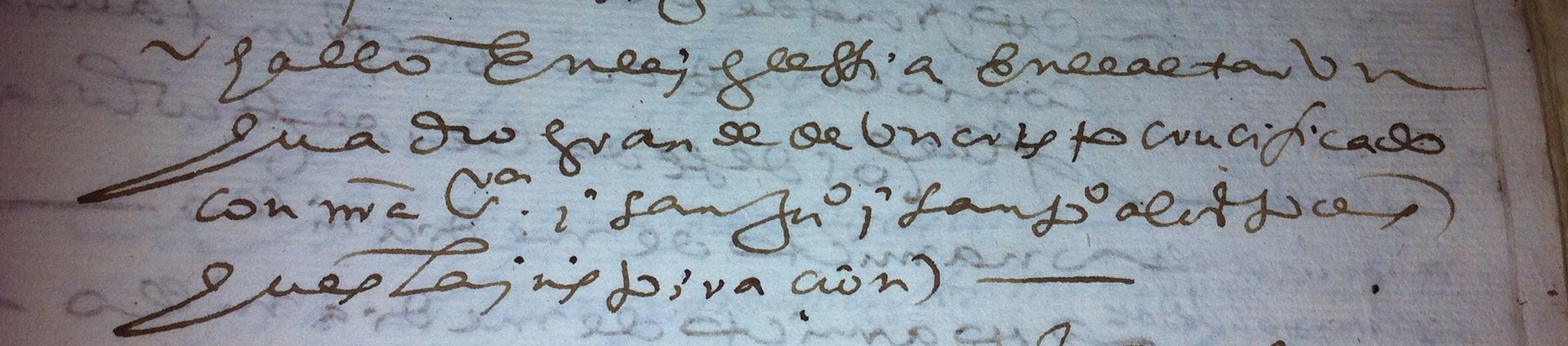
Inventario 1620

## Historia

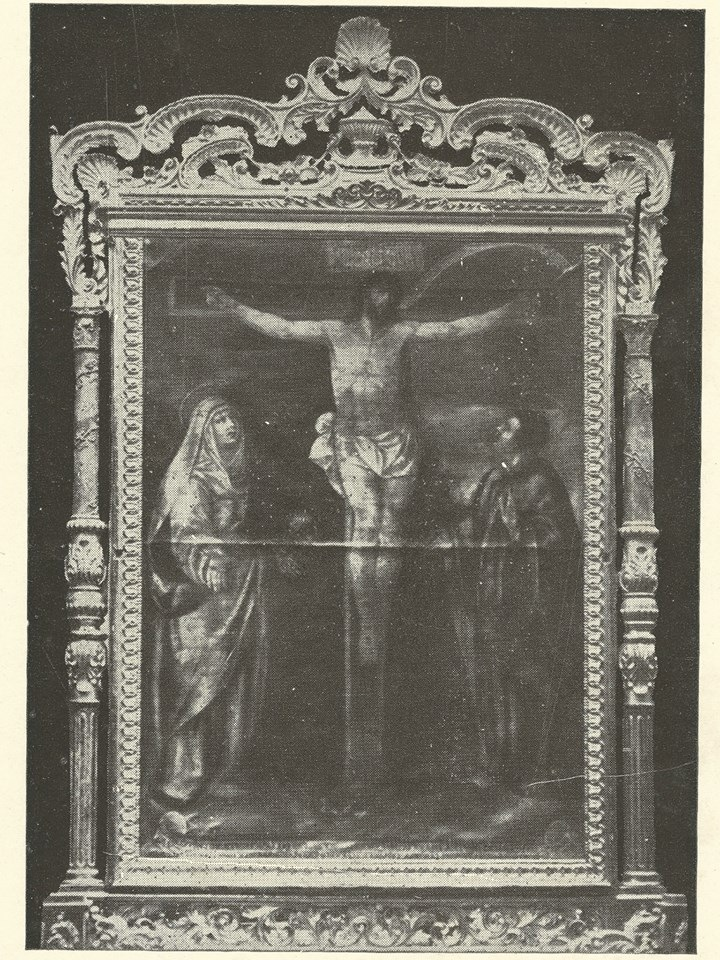
Fotograbado aparecido en la revista 'Don Lope de Sosa', 1921. Fotografía de Rafael Peinado.

La historia de Valdepeñas de Jaén está profundamente ligada a la historia del Cristo de Chircales. Desde la fundación de la localidad en 1539, los contactos con el paraje de Chircales y la comunidad de ermitaños que en aquel lugar vivían (ocupando diversas cuevas de la falda del valle) fue en aumento. Y de esa relación, se dotaron diversas Fundaciones y Capellanías para sostener el culto y devoción cristiana en aquel lugar. El Santuario fue adquiriendo bienes con los que poder existir. Desde mediados del siglo XVI la presencia de un grupo de sacerdotes eremitas residentes en Chircales (Luis de Noguera, Gaspar Lucas y Ginés de Jesús de Nápoles) y vinculados a la escuela sacerdotal de San Juan de Ávila incentivó en todos los ámbitos la construcción material y espiritual del Santuario. 
Y para ello se abordó la construcción de la actual Iglesia del Santuario, y de algunas dependencias, con el fin de abrir a los fieles el eremitorio. Con ese fin se debió de buscar también un embellecimiento artístico que les llevó a encargar la pintura del Cristo de Chircales. Tema iconográfico profundamente ligado a la espiritualidad de San Juan de Ávila y de sus discípulos. 

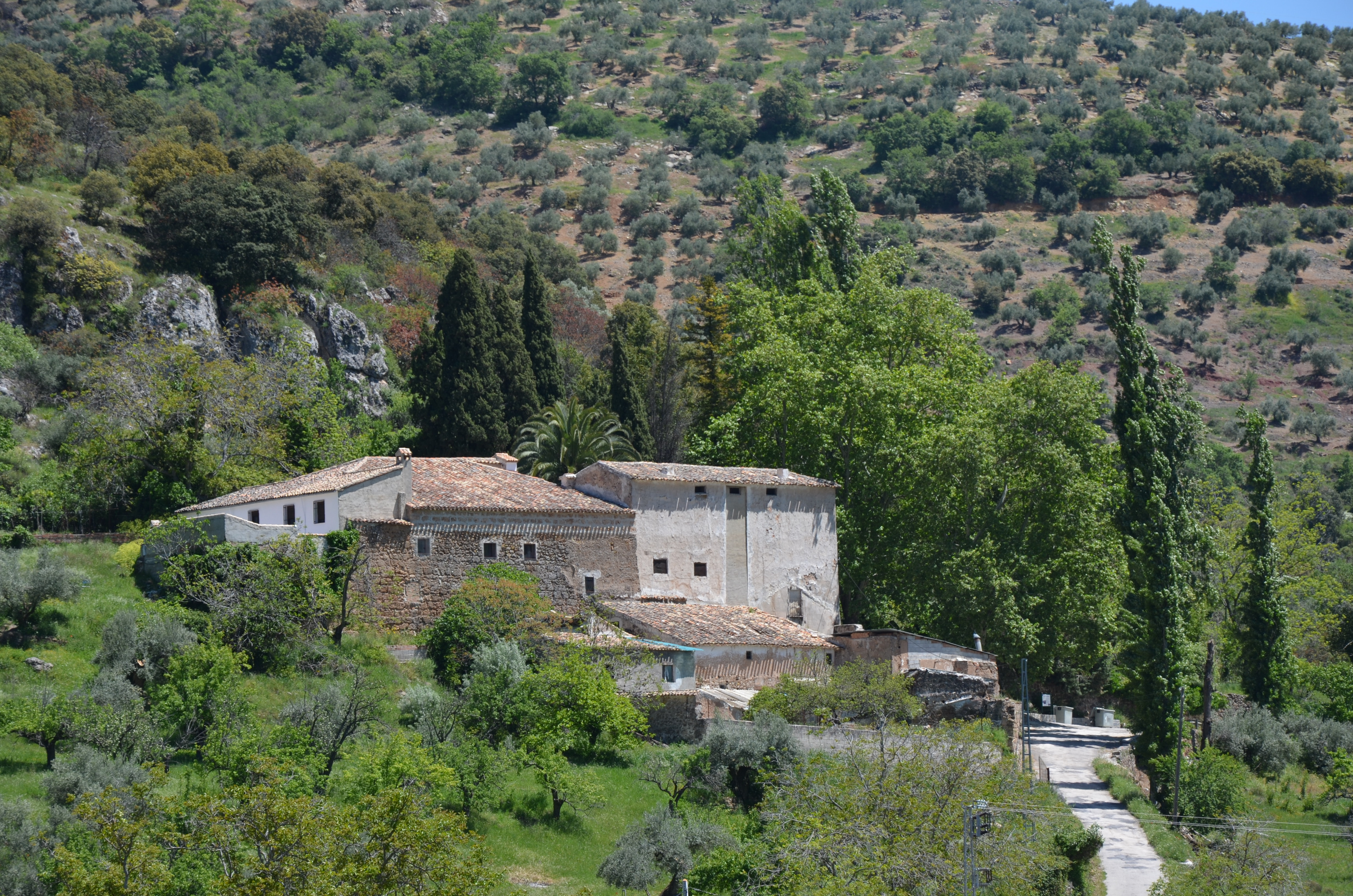
Santuario del Santísimo Cristo de Chircales.

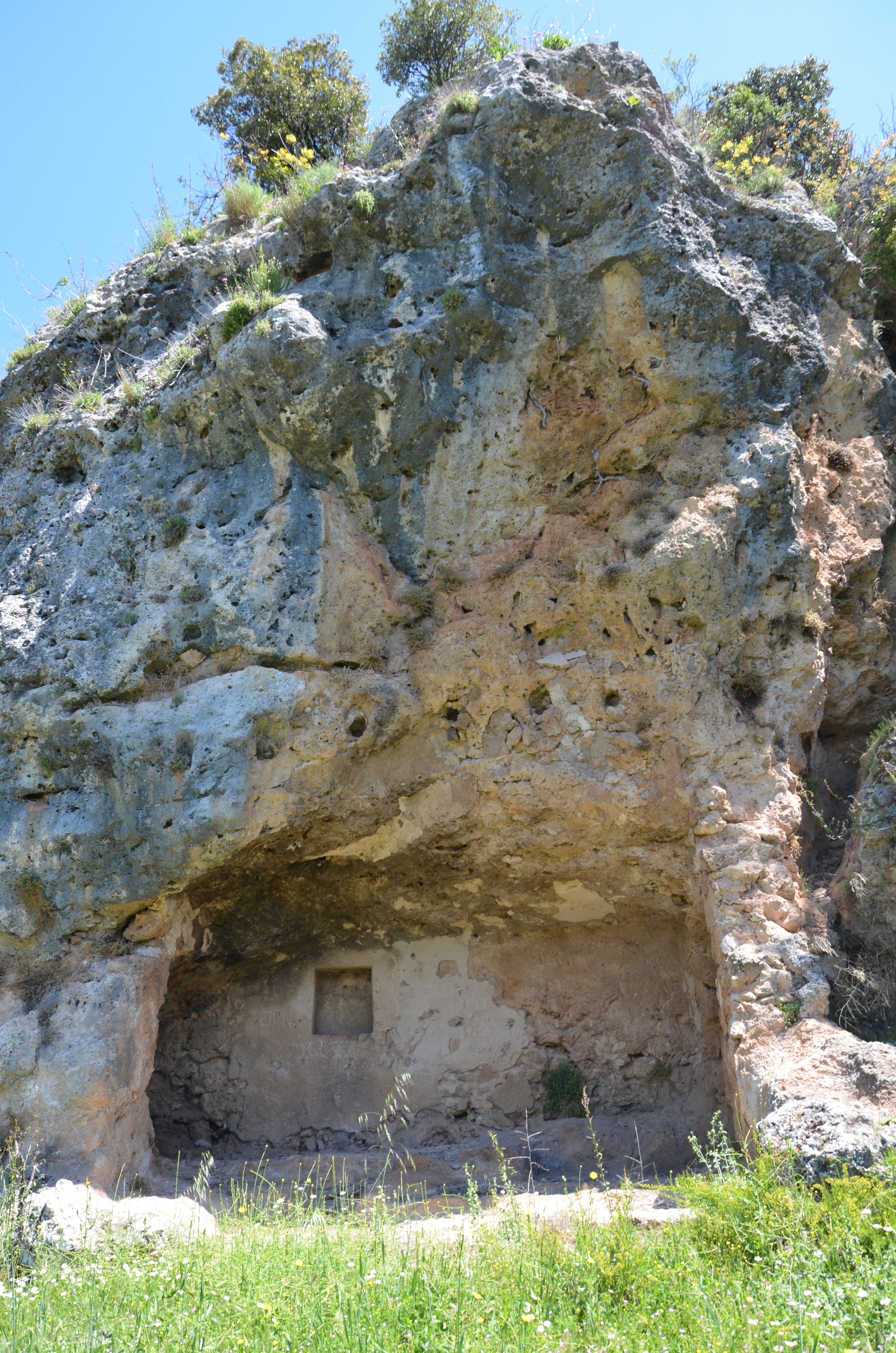
Restos arqueológicos de las primitivas ermitas de Chircales.

El primer testimonio de la existencia de la pintura del Cristo de Chircales data de 1609, en el que aparecía recogida su existencia en un inventario de bienes mandado hacer por el obispo Sancho Dávila Toledo. 
En 1761, y con un marcado carácter devocional, el cuadro fue sustancialmente modificado, para acoger dos filacterias en recuerdo del dorado del marco barroco, y de la elaboración de la pintura de un respaldo alusivo a la exaltación de la Eucaristía. La filacteria inferior lleva inscrito el siguiente texto: Se doró y pintó este respaldo del Santísimo Cristo de Chircales a solicitud de D. Basilio Fajardo, presbítero y demás bienhechores desta villa de Baldepeñas. Año 1761. Y en la superior, saliendo del rostro expirante del Cristo: Pater ygnosce illis quia nesciunt quid faciunt (Padre, perdónalos porque no saben lo que hacen).

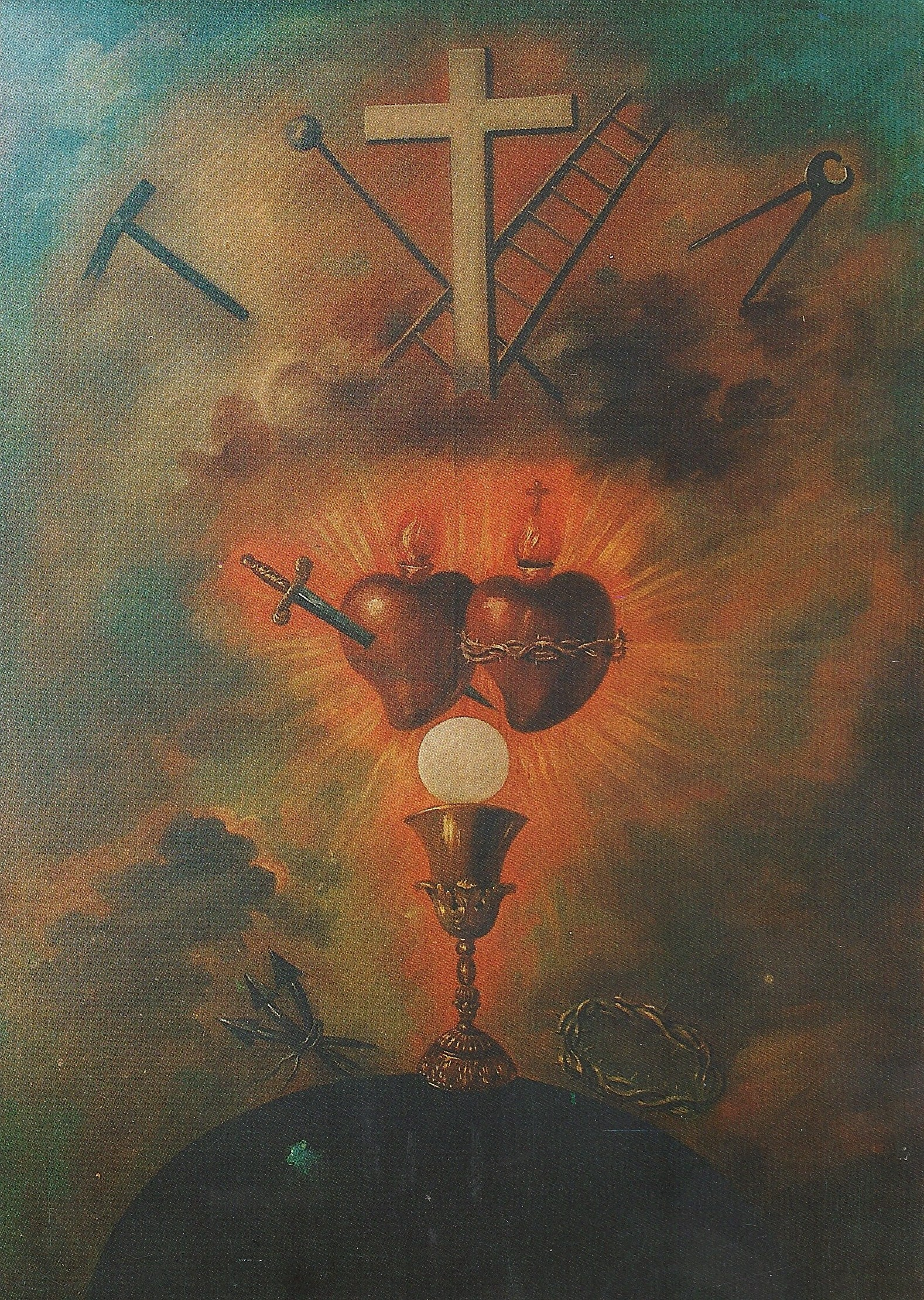
Exaltación de la Eucaristía. Óleo sobre lienzo. Respaldo del Santísimo Cristo de Chircales. Autor anónimo. 1751.

## Devoción popular y cofradías
El Cristo de Chircales goza de una extendida devoción comarcal y local en Valdepeñas de Jaén, donde es la principal de las devociones religiosas. Desde el siglo XVII se tiene constancia escrita de su traslado esporádico a Valdepeñas de Jaén con ocasión de rogativas por epidemias o causas climatológicas. Desde el siglo XIX, y en concreto desde la epidemia de cólera morbo de 1834, su presencia en Valdepeñas de Jaén es más habitual, y desde finales de siglo es anual y tradicional, donde permanece desde el primero de septiembre, hasta el último domingo de octubre, en que es trasladado a su Santuario. Hay constancia histórica de su devoción en todos los pueblos de su comarca, habiendo existido cofradías bajo su advocación en casi todos los pueblos y ciudades. 
En 1834 varios vecinos de una populosa calle de Valdepeñas de Jaén, la calle Sisehace, encomendaron su salud al Cristo de Chircales durante una epidemia de cólera morbo, y al no haber habido muertos acordaron la fundación de un vínculo, mediante el cual costearían una Fiesta religiosa en honor del Cristo de Chircales. Con el tiempo, hacia 1855 la devoción se materializó en la fundación de una Cofradía para atender la devoción local al Cristo de Chircales. Desde entonces la cofradía engrosó su nómina de cofrades y se fue haciendo cargo del Santuario y la devoción. En la actualidad pervive como la única Cofradía erigida canónicamente de la localidad.
En Jaén la devoción al Cristo de Chircales es importante. En la actualidad existe una Cofradía bajo su advocación con sede canónica en la Parroquia de San Juan de la Cruz, siendo miembro de la Agrupación de Cofradías y Hermandades de la Ciudad de Jaén. Cofradía con estatutos desde 1867 y que tuvo su sede en la Iglesia de San Bartolomé (Jaén). La Cofradía, reorganizada en 1985, participa anualmente en las festividades religiosas que se celebran en Valdepeñas de Jaén, y las propias que celebra en su sede canónica de la capital.
En Martos se conserva en la Ermita de San Miguel, una copia del siglo XIX del cuadro del Cristo de Chircales, perteneciente al legado artístico de don Antonio de la Torre Arias, gran devoto de esta imagen. En su origen el cuadro debió estar en su casa palacio, pasando posteriormente a su panteón funerario del cementerio municipal, de donde pasó a la Iglesia de San Francisco, y de esta, en época actual a la Ermita de San Miguel, perteneciente a la Parroquia de la Asunción.
En Alcaudete y gracias a la devoción de un alcaudetense natural de Valdepeñas de Jaén, José de Torres Ortega, pervive la devoción al Cristo de Chircales. Actualmente sigue existiendo en el Caserío 'Chircales', casa de campo que fue de su propiedad, una capilla dedicada al Cristo de Chircales, donde se celebraba una popular romería. Siendo además, el nombre de Chircales, un amplio paraje del término municipal de Alcaudete.
En Jamilena hay constancia de la devoción al Cristo de Chircales, y de la peregrinación habitual a su Santuario. En 1798 falleció en un accidente, tras haberse desprendido un muro de la hospedería, el vecino de Jamilena Cristóbal Barranco Liébana, que fue enterrado en la Iglesia del Santuario.
En Torredonjimeno es frecuente también encontrar referencias a la devoción histórica del Cristo de Chircales. Y de esa devoción se localizan algunas obras pictóricas votivas que eran regaladas por los fieles al Santuario. El exvoto de Torredonjimeno tiene la siguiente inscripción: Estando Francisca de Rada gravemente enferma, con un tabardillo, su madre María de los Dolores Lendínez, miró al Santísimo Cristo de Chircales, pidiendo su salud y estando en esta súplica consiguió su perfecta salud. Esta enferma es vecina de Torredonjimeno. Año 1856.

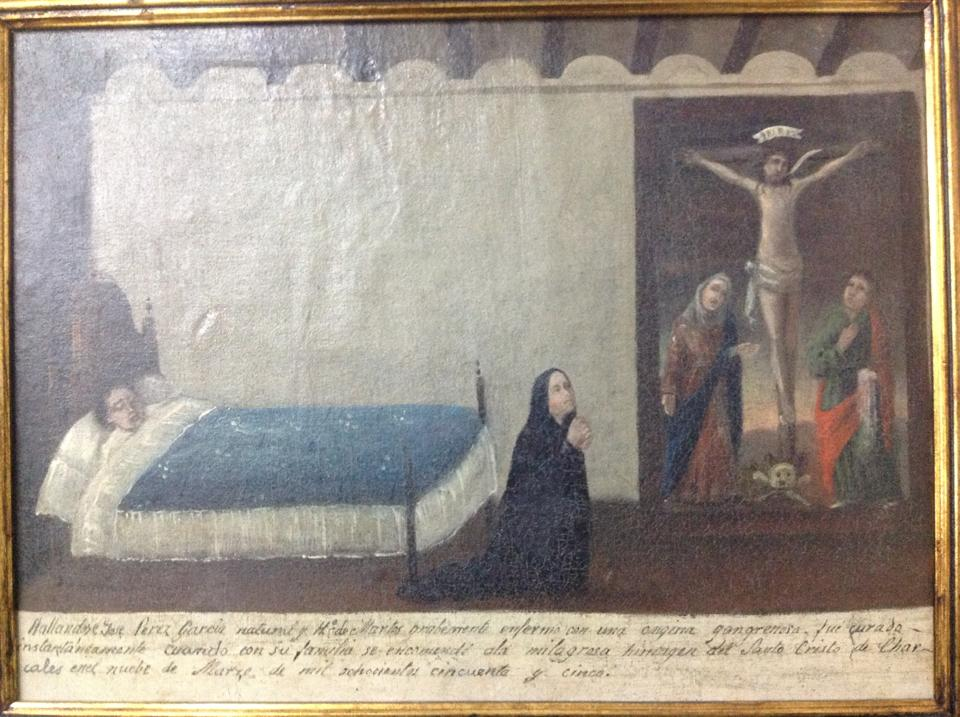
Cuadro votivo de Don José Pérez García, natural de Higuera de Martos. 1855. Museo de la Cofradía del Santísimo Cristo de Chircales de Valdepeñas de Jaén.

De Higuera de Calatrava se localiza también el Museo de la Cofradía del Cristo de Chircales de Valdepeñas de Jaén, una pintura votiva que hace referencia a la devoción en esa población de la comarca al Cristo de Chircales. Y cuya dedicación dice: Hallándose José Pérez García natural de Hª de Martos gravemente enfermo con una angina gangrenosa, fue curada instantáneamente cuando con su familia se encomendó a la milagrosa imagen del Santo Cristo de Chircales enel nueve de marzo de 1855.

## Pregón de la Romería
Desde 1990 se ha celebrado ininterrumpidamente un pregón en honor del Cristo de Chircales y  de exaltación de su romería, que tiene lugar en los días previos a la celebración de la Romería del Cristo de Chircales (primer domingo de mayo).
Relación de Pregoneros (1990-2023):
I Pregonero: Miguel Calvo Morillo. 1990
II Pregonero: Vicente Oya Rodríguez. 1991
III Pregonero: Juan Carlos García Lombardo. 1992
IV Pregonero: Ricardo de Villegas y Méndez de Vigo. 1993
V Pregonero: León Herrera Esteban. 1994
VI Pregonero: Luis Parras Guijosa. 1995
VII Pregonero: Antonio Luna Fantony. 1996
VIII Pregonero: Mercedes Torrevejano Parra. 1997
IX Pregonero: Jesús López Ortega. 1998
X Pregonero: Rafael Valdivia Castro. 1999
XI Pregonero:  Félix Martínez Cabrera. 2000
XII Pregonero: Pedro Cabrera Jiménez. 2001
XIII Pregonero: Carlos Ortiz Díaz. 2002
XIV Pregonero: Juan Lendínez Mesa. 2003
XV Pregonero: Ascensión Martínez Luna. 2004
XVI Pregonero: Juan Infante Martínez. 2005
XVII Pregonero: Serafín Parra Delgado. 2006
XVIII Pregonero: José Luis Ureña Calle. 2007
XIX Pregonero: José Checa Tajuelo. 2008
XX Pregonero: José Luis Revueltas López . 2009
XXI Pregonero: Antonio Valdivia Milla. 2010
XXII Pregonero: Antonio José Ortega Gallego. 2011
XXIII Pregonero: Manuela Rosa Jaenes. 2012
XXIV Pregonero: Diego Aceituno Valderas. 2013
XXV Pregonero: Encarnación Milla Cabrera. 2014
XXVI Pregonero: José Javier Armenteros Jiménez. 2015
XXVII Pregonero: María Jesús Ferreiro López. 2016
XXVIII Pregonero: Fernando Santiago Illana. 2017
XXIX Pregonera: Mercedes Peinado Escabias. 2018
XXX Pregonera: Ana Sanz Infante. 2019
XXXI Pregonero: Rafael Rivilla Jordán. 2020-22
XXXII Pregonero: Juan Manuel Amate Molina. 2023
XXXIII Pregonero: José Manuel Marchal Martínez. 2024
XXXIV Pregonera: María Esperanza Díaz Expósito. 2025

## Composiciones musicales
Durante el siglo XX, con el aumento de la devoción popular al Cristo de Chircales, tuvo lugar un florecimiento de composiciones musicales dedicadas al Cristo. Entre otras, el 'Himno al Santísimo Cristo de Chircales' de M. Baeza, y la 'Plegaria al Cristo de Chicales a una voz' de Antonio Piedra, alcanzaron gran popularidad. Siendo el 'Himno' la composición musical más conocida y difundida. Que es interpretada en todos los actos y celebraciones religiosas en torno al Cristo de Chircales. 
Desde septiembre de 2017 también cuenta con la primera marcha procesional compuesta en su honor por Juan Miguel Molina Estepa, natural de Valdepeñas de Jaén. Esta marcha está compuesta para banda de música. https://www.youtube.com/watch?v=2JyTuYLONJo

Himno al Santísimo Cristo de Chircales
M. Baeza
Santo Cristo de Chircales,
iris de bendita paz.
Hallan en ti los mortales,
dicha, consuelo y bondad.
Padre amante y cariñoso,
eres la esperanza nuestra.
Y tu Santuario es muestra,
de un cariño paternal.
Jesús amoroso,
tu amparo pedimos,
a honrarte venimos,
con santo fervor.
Postrados de hinojos,
con fe te llamamos.
y Rey te aclamamos,
henchidos de amor.
Jesús amoroso,
tu amparo pedimos,
a honrarte venimos,
con santo fervor.